# Florenci Cornet i Colomer
Florenci Cornet Colomer (Vilanova i la Geltrú, 2 de desembre de 1879 - Barcelona, 19 d'octubre de 1953) fou un dramaturg i poeta. Fill de Florenci Cornet Ginestà, que tenia un taller de lampisteria. Estudià el batxillerat al col·legi Samà, acabat el 1896. Cap al 1916 es traslladà a Barcelona, junt amb el seu pare, i obriren un establiment de ferreteria al barri de Gràcia, que regentà tota la vida.

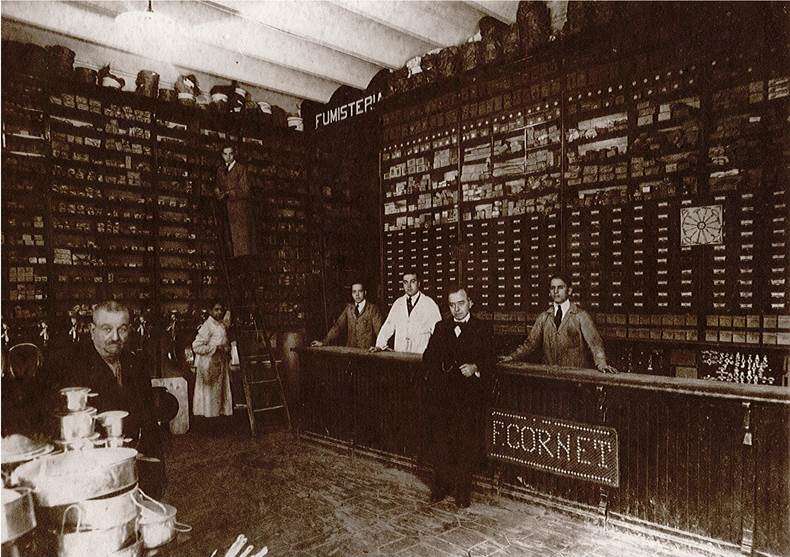
Foto de la ferreteria Cornet, amb el Sr. Florenci Cornet al devant del taulell

Al marge de l'activitat professional, fou poeta, autor i director teatral i fotògraf. A la joventut havia col·laborat a les revistes barcelonines Lo lliri (1898-1899), De tots colors (1908-1913) i Teatre Català (1932-1933). Els primers anys de l'estada a Barcelona, va estar vinculat i a l'Orfeó Gracienc, del qual fou vicepresident (1918-1919) i president (1920-1921), i més tard a l'Associació de Teatre Selecte (1933-1934).
De formació teatral autodidacta, fou autor de trenta-nou obres de les quals quinze foren representades i la resta quedaren inèdites. També va fer una adaptació de l'obra teatral estrangera Rebeca. La majoria d'aquestes obres foren estrenades a Barcelona per companyies professionals, i algunes representades en diverses temporades. Algunes foren representades a Vilanova; en concret hi ha notícia de l'estrena d'El llop (al teatre Bosc el 15 de febrer de 1916) i de La fosca (al Teatre Principal el 10 de desembre de 1929).
L'activitat com a director de teatre està molt vinculada al Quadre Escènic de la Pobla de Claramunt, iniciat el 25 de desembre de 1922. Cornet, des de pocs anys abans, passava els estius en aquesta vila, on impulsà la creació d'un grup de teatre. L'èxit de la primera representació animà a fer-ne una segona, que fou la d'El ferrer de tall, de Frederic Soler (Pitarra), el 13 de setembre de 1924. Després, Cornet va compondre un sainet per al quadre escènic, titulat La barberia del Santíssim, on els personatges portaven el nom de cada u dels que havien intervingut en la representació anterior. Més tard es feu càrrec de la direcció definitiva d'aquesta companyia que va fer actuacions fins al 1949. Durant aquests anys de direcció artística, va tenir l'oportunitat d'estrenar algunes de les seves obres.
Deixà escrites algunes obres, com ara dos llibres de poesies, Noces d'argent: 1905-1930 (1930) i Poemes de la Pobla de Claramunt (1953), i també la Història del Quadre Escènic de la Pobla de Claramunt: 1922-1949 (1953). A Vilanova publicà algunes poesies a la revista Prisma.
Una altra de les pràctiques personals preferides de Cornet fou la fotografia. Tenia un laboratori fotogràfic a la seva casa de Sarrià on revelava totes les fotografies i posseïa un aparell característic de l'època que rebia el nom de “Le Taxiphote”, útil per poder veure fotografies estereoscòpiques fetes en vidre.

## Obra
Teatre
- Abnegació (1907)
- Cel perdut [1909 o post.]
- Les bessones (1910)
- El Captaire [19--]
- El llop (1917)
- La fosca (1919)
- El Fill (1921)
- D'un món a l'altre (1923)
- La barberia del Santíssim (1924)
- Davant la veritat (1925)
- L'esposa [1933]
- Fortitud (1935)
- Recordant Marisa [19--]
- La Veu de Marisa [1951]
- Maria Glòria (1952)
- Penediment [entre 1959 i 1980]

Poesia
- Noces d'argent: 1905-1930 (1930)
- Poemes de la Pobla de Claramunt (1953)